# Colonia San Antonio
Colonia San Antonio är en ort i Mexiko.   Den ligger i kommunen Tancítaro och delstaten Michoacán de Ocampo, i den södra delen av landet, 300 km väster om huvudstaden Mexico City. Colonia San Antonio ligger 1 622 meter över havet och antalet invånare är 127.
Terrängen runt Colonia San Antonio är kuperad åt nordost, men åt sydväst är den bergig. Runt Colonia San Antonio är det ganska tätbefolkat, med 72 invånare per kvadratkilometer. Närmaste större samhälle är Apatzingán, 17,4 km söder om Colonia San Antonio. I omgivningarna runt Colonia San Antonio växer huvudsakligen savannskog.